# 2000년 하계 올림픽 축구
제27회 하계 올림픽 축구 경기는 2000년 9월 13일부터 9월 30일까지 오스트레일리아에서 열렸다. 남자부는 23세 이하 선수들만 출전하였지만, 남자부에 한해 23세를 초과하는 선수가 한 팀 안에서 최대 3명까지 출전하는 것이 허용되었다. 여자부는 연령 제한 없이 국가대표팀이 출전하였다.

## 참가국

### 남자
| A조 - 이탈리아 - 나이지리아 - 온두라스 - 오스트레일리아 | B조 - 칠레 - 스페인 - 대한민국 - 모로코 | C조 - 미국 - 카메룬 - 쿠웨이트 - 체코 | D조 - 브라질 - 일본 - 남아프리카 공화국 - 슬로바키아 |

#### 메달
| 종목        | 금     | 은     | 동   |
| ----------- | ------ | ------ | ---- |
| 남자부 축구 | 카메룬 | 스페인 | 칠레 |

### 여자
| A조 - 독일 - 브라질 - 스웨덴 - 오스트레일리아 | B조 - 미국 - 노르웨이 - 중화인민공화국 - 나이지리아 |

#### 메달
| 종목        | 금       | 은   | 동     |
| ----------- | -------- | ---- | ------ |
| 여자부 축구 | 노르웨이 | 미국 | 브라질 |